# Montaña rusa

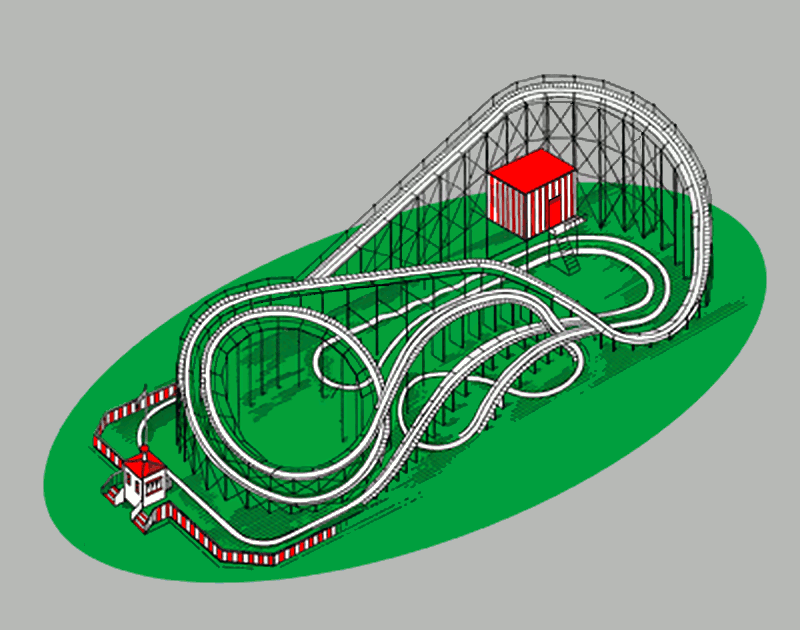
Esquema de una montaña rusa típica de feria, con subida por cadena.

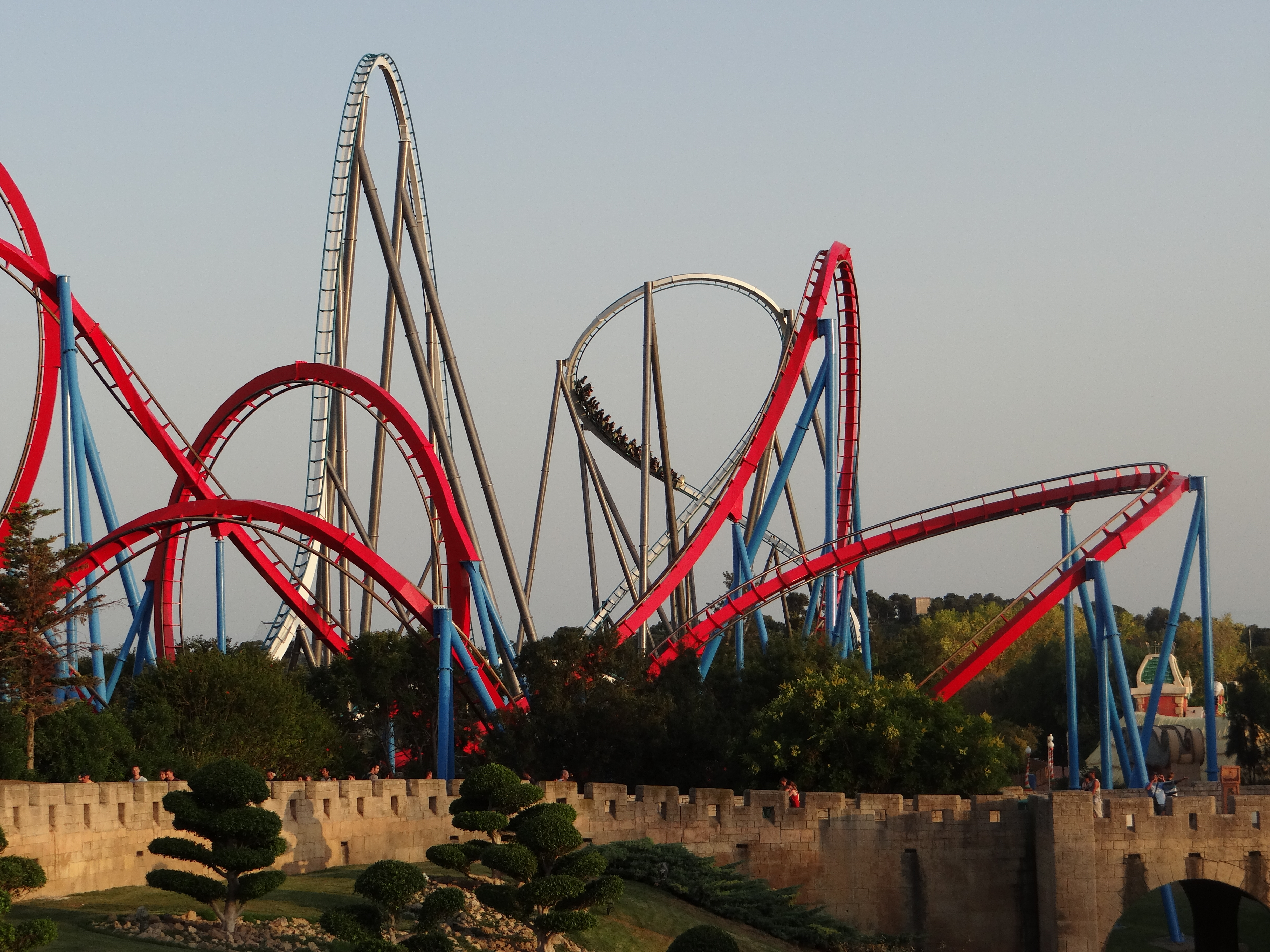
Montañas rusas Dragon Khan (roja) y Shambhala (blanca), en PortAventura Park (España) en 2012

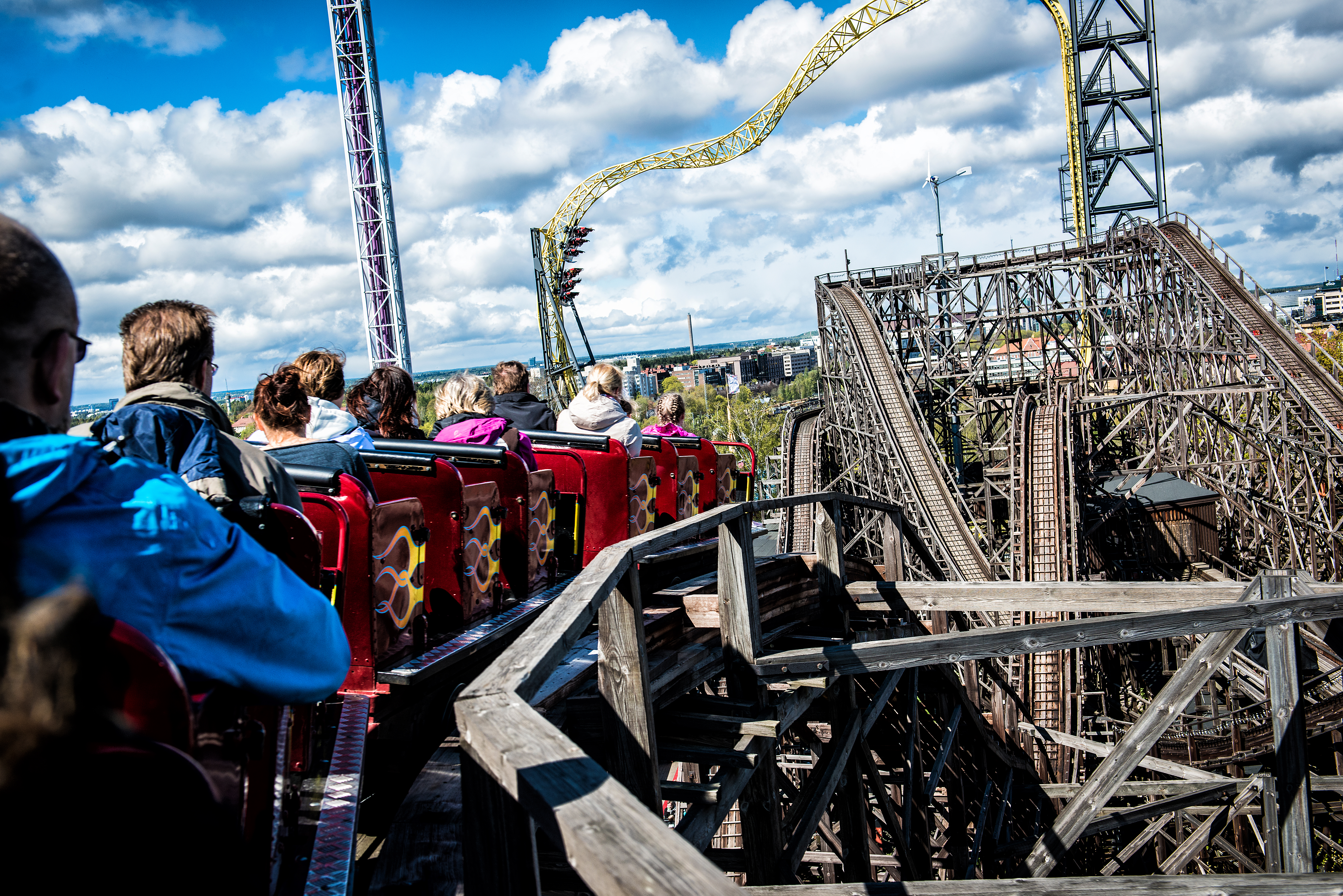
Vuoristorata en el parque de atracciones Linnanmäki en Helsinki, Finlandia, es la montaña rusa de madera más antigua del país; abrió en 1951 y todavía está en funcionamiento.

Una montaña rusa es un tipo de atracción consistente en un sistema de raíles, que forman una o varias vías que suben y bajan en circuitos diseñados específicamente. Por esos raíles se deslizan trenes, a su vez formados por vagones, en los cuales viajan los pasajeros convenientemente sujetos. Los trenes generalmente ascienden las subidas mediante una cadena o un cable movidos por un motor y luego descienden por efecto de la gravedad, provocando una aceleración con el objetivo de divertir y asustar a los pasajeros.
En el descenso puede haber una o varias inversiones. Entre ellas, la más conocida es el looping vertical, que deja los viajeros cabeza abajo por un corto espacio de tiempo. La mayoría de montañas rusas tienen coches para dos, cuatro, seis, ocho o incluso veinte pasajeros cada uno. El conjunto de todos los coches unidos es un tren. La pista puede no definir un circuito cerrado, en ese caso se habla de montaña rusa tipo shuttle, aunque algunos no la consideren como una montaña rusa.
La montaña rusa debe su nombre a las diversiones desarrolladas durante el invierno en Rusia, donde existían grandes toboganes de madera que se descendían con trineos deslizables sobre la nieve. Irónicamente, los rusos lo llaman amyerikánskiye gorki (en ruso: американские горки) o "montaña americana". Fueron también conocidas en Francia, donde agregaron los carros de tren a vías en desuso y, finalmente, llegaron a Estados Unidos, donde se las llama roller coasters, y son una popular atracción diseñada para ferias, parques de atracciones y parques temáticos.

## Historia

### Inicios

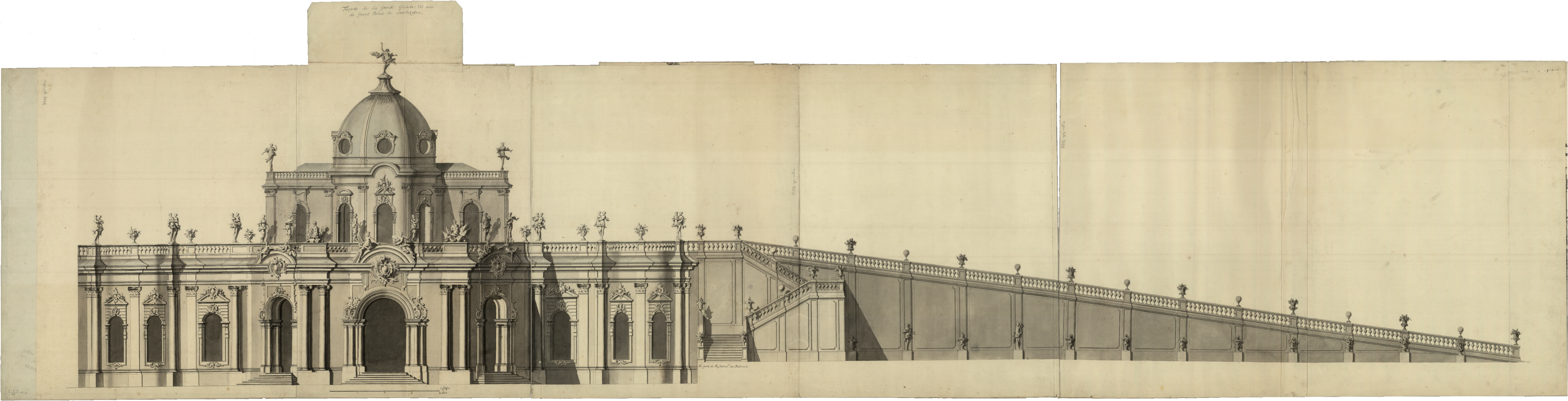
La Grande Glisade, Tsarskoye Selo

La montaña rusa tiene una rica historia en varios países y siglos. Desde sus humildes comienzos, como trineos en caminos de madera, hasta las complejas atracciones que conocemos hoy en día, su evolución es un testimonio de la inventiva humana y el deseo de proporcionar entretenimiento para las masas. Si bien las montañas rusas modernas son conocidas por su emocionante recorrido lleno de giros, subidas y bajadas vertiginosas, su predecesora más temprana tuvo inicio en las afueras de San Petersburgo, Rusia.
Originalmente, estas atracciones se asemejaban a trineos que se deslizaban por caminos diseñados con subidas y bajadas, reforzados con madera. Estos primeros diseños recordaban en cierta medida a patines de madera y requerían el uso de una escalera para acceder a la estructura. Un dato notable es que la emperatriz Catalina II la Grande de Rusia (1729-1796) contribuyó a popularizar estas montañas rusas al construir varias de ellas en sus jardines. Estas instalaciones se componían de vehículos que se desplazaban a lo largo de una pista central, acompañados de toboganes que proporcionaban ascensos y descensos.
Aunque estas atracciones se denominaron “montañas rusas” debido a su vínculo con las actividades recreativas de invierno en Rusia, es curioso notar que los rusos las denominaban “Amyerikánskiye gorky” o “montañas americanas”. La difusión de esta idea llegó a Francia cuando los soldados franceses la llevaron a su país durante las guerras napoleónicas. En Francia, se añadieron vagones a las vías previamente en desuso, y esta invención fue conocida como «Les Montagnes Russes». 
La evolución de las montañas rusas continuó con la introducción de ruedas en lugar de patines de madera, lo que permitió una experiencia de recorrido más suave. Finalmente, esta atracción viajó a Estados Unidos, donde se convirtió en un elemento destacado en ferias y parques de diversiones temáticos.

### Montañas rusas de madera

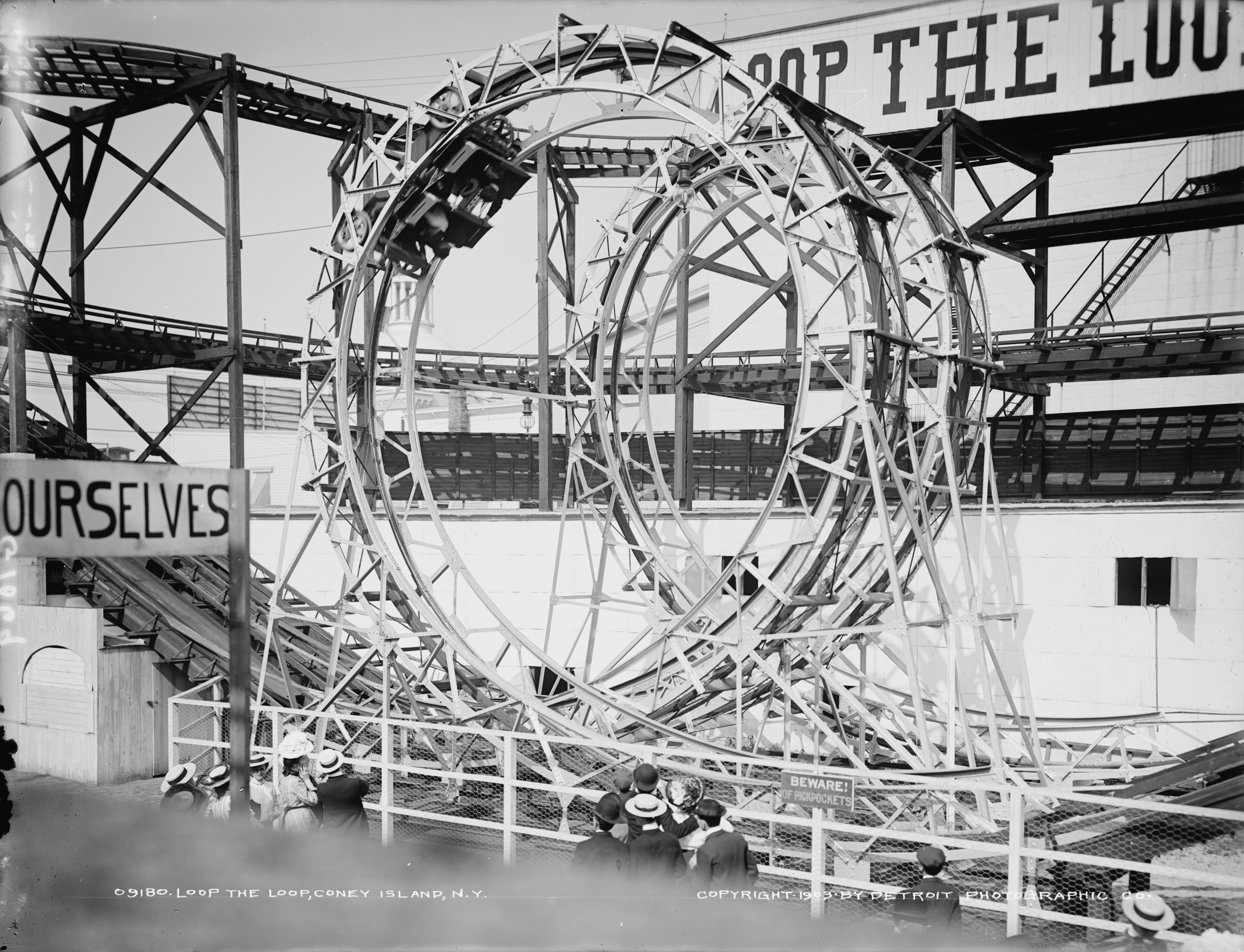
Montaña rusa en Coney Island, Nueva York (1903).

Los primeros prototipos de montañas rusas eran trenes por gravedad con muchos cambios de rasante en la década de 1880. LaMarcus Adna Thompson patentó la primera montaña rusa el 20 de enero de 1885 fabricada con antiguos carritos unidos con cadenas. Estas montañas rusas primitivas fueron usadas por las compañías ferroviarias para ofrecer diversión los fines de semana, cuando había menos pasajeros. Alrededor de 1912, la primera montaña rusa de fricción inferior fue diseñada por John Miller, también llamado el Thomas Edison de las montañas rusas. Luego, las montañas rusas se extendieron por todo Estados Unidos y el resto del mundo. 
Posiblemente la montaña rusa histórica más conocida, Cyclone, fue abierta en Coney Island en Brooklyn, Nueva York, en 1927. Como Cyclone, todas las primeras montañas rusas estaban hechas de madera. Muchas montañas rusas de madera antiguas funcionan actualmente en parques como Kennywood, cerca de Pittsburgh, Pensilvania; y Big Dipper, en Blackpool Pleasure Beach, Inglaterra, Reino Unido.
La Gran Depresión marcó el final de la primera edad de oro de las montañas rusas y los parques. Los parques de atracciones, en general, cayeron en una crisis de la que no se recuperaron hasta 1972, cuando construyeron Racer, en Kings Island, en Mason (Ohio), Ohio (cerca de Cincinnati). Diseñada por John Allen, el éxito instantáneo de Racer fue sucedido por una segunda edad de oro que dura hasta nuestros días.

### Montañas rusas de acero

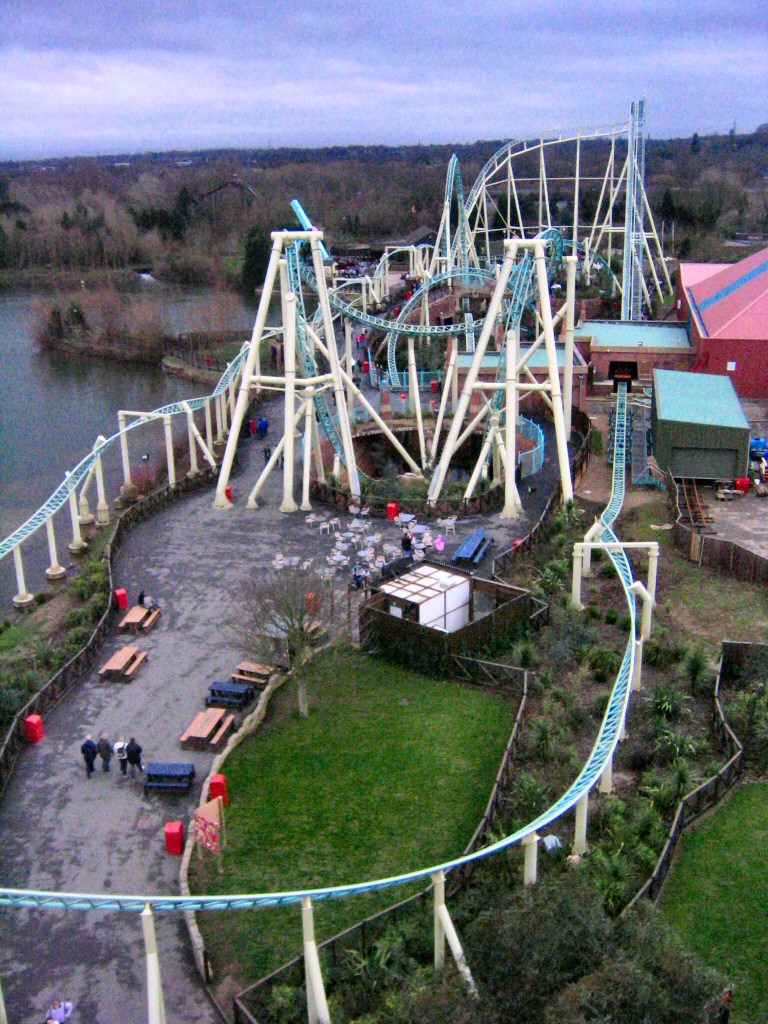
Colossus, en Thorpe Park, Reino Unido, fue en el momento de su apertura la montaña rusa con más inversiones, diez en total, superando así el anterior récord, en posesión de Dragon Khan, y siendo superada después por The Smiler, en Alton Towers, Reino Unido.

En 1959, el parque temático Disneyland introdujo una de las más grandes innovaciones de este mundo: el acero tubular. Matterhorn Bobsleds fue la primera montaña rusa en usar una vía con raíles de acero con forma tubular. De forma diferente a los raíles de madera tradicionales, estas pistas se pueden doblar en cualquier dirección, lo que permite incorporar rizos, tirabuzones, y otros muchos elementos en sus diseños. La mayoría de montañas rusas modernas están construidas con acero, pero no por ello se ha abandonado la construcción en madera.
En Europa, fue importantísima la empresa del ingeniero alemán Anton Schwarzkopf, quien a partir de la década de 1960 construyó nuevos modelos de montañas rusas y aportó numerosas innovaciones.
Algunas de las mayores innovaciones de las montañas rusas actuales son debidas a cambios en el diseño de los coches (vagones). En algunos, que solo constan del arnés (como si fuera invertido, pero sin serlo), no tienen suelo, con las piernas de los viajeros colgando en el aire y permitiendo una visión libre del suelo (a muchos metros) y de la vía (a gran velocidad), lo que da mayores emociones. En otros, se viaja de pie. En otras, se viaja sentado en dirección contraria al avance, del revés (también llamado backwards), con lo que los aventureros no conocen en que dirección se moverá el tren en la próxima curva. Otra innovación más allá son las montañas rusas voladoras, en las que los paseantes van tumbados bocabajo (la mayor parte del trayecto) y solo están sujetos por un arnés, lo que da una sensación de ir volando.
En 1992 se inauguró la primera montaña rusa invertida, Batman The Ride, en el parque de atracciones Six Flags Great America, en Gurnee, Illinois. Este tipo de montaña rusa es actualmente muy popular y muchos parques tienen una.

## Mecánica

### Ruedas
Es importante mantener una buena lubricación, tanto en los rodamientos, como a veces sobre la vía, ya que así se consigue evitar el rozamiento, y perder demasiada velocidad en el recorrido.

Esquema de la organización de la carga de los trenes cuando tienen dos.

### Control
Algunas montañas rusas pueden hacer funcionar a dos o más trenes a la vez. Esas atracciones usan un sistema de frenos que evita choques entre los trenes. Los sistemas de bloqueo trabajan dividiendo la pista en varias secciones o tramos. Sólo permiten un tren por tramo a la vez, para ello tienen trozos de vía a mitad del recorrido donde se puede detener el tren si es necesario. Esto se puede realizar de múltiples formas, incluyendo el detenerlo en la estación, parando en la colina de subida, o usando los tramos intermedios o del final del circuito. Unos sensores al final de cada tramo detectan cuando pasa el tren, y el ordenador que dirige la atracción conoce cuáles son los tramos que están ocupados por un tren. Cuando el ordenador (computador) detecta que un tren va a entrar en un tramo que está siendo usado por otro tren, usa el mejor método disponible para evitar que entre, normalmente detener el tren que va a entrar. Esto puede ocasionar un efecto en cascada cuando varios trenes son detenidos al final de cada tramo debido al retraso de uno de ellos.
Con el objetivo de prevenir esta clase de problemas, los operadores de la atracción siguen el procedimiento adecuado al lanzar los trenes desde la estación, teniendo en cuenta los tiempos de espera. Un modelo común, usado en atracciones con dos trenes, es detener el tren n.º 1, que acaba de terminar el recorrido, justo antes de la estación, lanzar el tren número 2 (que ha sido cargado durante el viaje del n.º 1), lo que permite entrar al n.º 1 a la estación, bajar a los viajeros, y subir a los nuevos viajeros. Es decir, mientras un tren hace el recorrido, el otro está en la estación cargando a los pasajeros. La animación explica esto de manera gráfica.

### Frenado
Una montaña rusa, construida bajo un perfecto diseño de ingeniería, tendrá suficiente energía cinética, o movimiento, o energía para completar el circuito total y con buena velocidad, al final unos frenos detendrán completamente el tren, dejándolo en la estación. Un freno al final del recorrido es el método más común para detener una montaña rusa. Hay varios tipos de frenos, neumáticos y magnéticos. Los neumáticos aprietan unas zapatas al pasar el tren y por fricción lo van parando. Los magnéticos, más avanzados, consiste en unos imanes situados en los frenos, el tren lleva una lámina de cobre en la parte inferior que, al pasar entre ellos, producen corrientes eléctricas que, por fricción magnética (corriente de Foucault, corriente de eddy) van deteniendo suavemente el tren, estos actúan de forma directamente proporcional a la velocidad, sin aportes eléctricos, por eso son más suaves y seguros.

## Seguridad

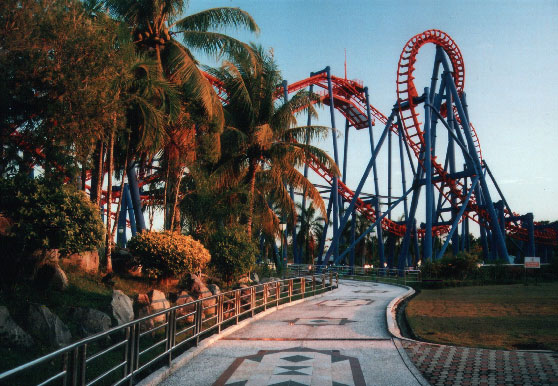
Montaña rusa invertida Jerudong Park Playground, en Brunéi.

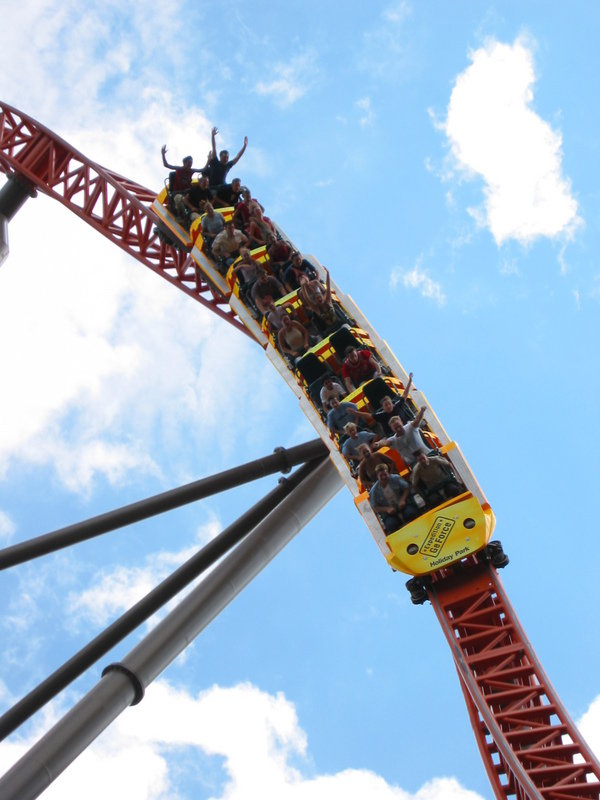
Expedition GeForce, modelo Megacoaster de Intamin en Holiday Park, Alemania.

Las montañas rusas están pensadas para sentir riesgo y de alguna u otra manera, además de velocidad, air-times y fuerza G. Por eso cuando pasan accidentes, atraen la atención del público, como el que pasó fatalmente el 5 de septiembre de 2003 en la atracción Big Thunder Mountain en Disneyland Park, que alarmó a todo EE. UU.
Estadísticamente, las montañas rusas son muy seguras. La Comisión para la Seguridad de los Productos de Consumo de los Estados Unidos (Consumer Product Safety Commission) estima que 134 visitantes de parques requirieron hospitalización en 2001 y las muertes en las atracciones de ocio en general son aproximadamente de dos por año. De acuerdo a un estudio realizado por Six Flags, hubo 319 millones de visitas en 2001. El estudio concluyó que el visitante tenía una probabilidad de una entre más de 250 millones de morir en el parque, y que las tasas de lesiones en atracciones infantiles, golf o sillas voladoras es mayor que la de las grandes atracciones mecánicas. En resumen, es más peligroso el viaje en coche hasta el parque que la estancia en este o el disfrute de sus atracciones.
En 1999, un viajero que pesaba más de 180 kg no pudo cerrar adecuadamente el arnés (barra de seguridad) y salió despedido de la montaña rusa Superman: Ride of Steel en Six Flags Darien Lake, teniendo serias lesiones. Ocurrió un accidente similar en 2004 cuando un hombre de más 100 kg con parálisis cerebral subió a Superman the Ride en Six Flags New England y en la última curva del recorrido salió despedido y murió en el accidente; o el que recientemente ocurrió en Six Flags Kentucky Kingdom, en Louisville (Kentucky, Estados Unidos), en donde una niña de 13 años perdió ambas piernas cuando un cable de frenado se desprendió de una atracción, impactando a las personas a bordo.
Asimismo también en meses anteriores un hombre salió disparado de la montaña rusa Stampida en PortAventura Park, un parque temático que está al noreste de España, en la provincia Tarragona, en el municipio de Salou. La víctima no obedeció las advertencias que limitaban el uso de la atracción de esta montaña rusa a las personas obesas por encima de determinado peso. La investigación concluyó que el exceso de peso de la víctima pudo ser la causa del fallo de la barra de sujeción. La víctima murió a consecuencia de politraumatismo craneal por la caída. Los críticos mantienen que, aparte de la buena seguridad que hay, sigue habiendo accidentes y muchos de ellos evitables. La mayoría de accidentes en atracciones se debe a comportamientos imprudentes por parte de los usuarios.[cita requerida]
En estos años, la controversia se ha centrado en la seguridad de unas atracciones cada vez más salvajes y extremas. Hay sospechas de que acelerar (tanto en giros como linealmente) al pasajero puede causar ligeras alteraciones cerebrales.[cita requerida] En 2003 la Brain Injury Association of America concluyó en un estudio que "Hay evidencia de que las montañas rusas presentan algo de riesgo para la salud de algunas personas en algún momento. Igualmente evidente es que la gran mayoría de viajeros no tendrán problemas". De todas formas la mayor parte de los parques avisan con cuáles problemas de salud no es conveniente montar para evitar posibles riesgos, como tener problemas de corazón, cuello o espalda, estar embarazada, o haber sido operado recientemente.
Los vaivenes bruscos de las montañas rusas pueden excitar los canales semicirculares del oído interno, lo cual puede causar vértigo y mareos; a menudo acompañados de náuseas y vómitos. De un modo especial en ciertas personas sensibles.

## Tipos de montañas rusas
- Por material:
  - Montaña rusa de acero
  - Montaña rusa de madera, también llamada woodie
  - Montaña rusa híbrida
- Por tipo de vía:
  - Montaña rusa de fricción lateral
  - Montaña rusa de agua
  - Montaña rusa bobsled
- Por tipo de coches:
  - Montaña rusa invertida
  - Montaña rusa sentada
  - Montaña rusa de pie
  - Montaña rusa voladora
  - Montaña rusa giratoria
  - Montaña rusa suspendida
  - Montaña rusa sin suelo
  - Montaña rusa de cuarta dimensión
  - Tren minero
  - Dive coaster
- Por recorrido:
  - Montaña rusa de circuito abierto
  - Wild mouse
  - Lazo de Möbius
  - Montaña rusa de carreras
  - Montaña rusa de duelos
  - Twister
  - Forma de 8
  - Montaña rusa infantil: suele tener vaivenes más suaves y generalmente se tematizan con algún tipo de atractivo para los niños, por ejemplo un "gusano" con túnel en forma de "manzana". Aun así los niños deben ir acompañados de sus padres o un adulto. Es popular en países como Venezuela donde se le conoce como gusanito o gusano mecánico.
- Clasificación por altura (la medida oficial es en pies):
  - Megacoaster: más de 150 pies, más de 45,8 m.
  - Hypercoaster: más de 200 pies, más de 61 m.
  - Gigacoaster: más de 300 pies, más de 91,5 m.
  - Stratacoaster: más de 400 pies, más de 122 m.
- Montañas rusas de lanzamiento:
  - Motor de inducción lineal (LIM)
  - Lanzamiento hidráulico
  - Lanzamiento magnético
  - Motor síncrino lineal (LSM)
  - Volantes de inercia
  - Catapulta
  - Aire comprimido

## Fabricantes
En cursiva significa que la empresa ya no existe.
- Arrow Dynamics: de los Estados Unidos.
- Bolliger & Mabillard: de Suiza, de acero.
- Chance Rides: de los Estados Unidos, de acero.
- Custom Coasters International, Inc.: de los Estados Unidos, de madera.
- Dinn Corporation: de los Estados Unidos, de madera.
- Fabbri: de Italia, de acero, especializado en montañas rusas infantiles.
- Gerstlauer Amusement Rides GmbH: de Alemania, de acero.
- Giovanola: de Suiza.
- Gravitykraft Corporation: de los Estados Unidos, de madera.
- Great Coasters International: de los Estados Unidos, de madera.
- Intamin Amusement Rides: de Liechtenstein, casi todo en acero, hacen coches en madera y sistemas de control.
- Mack Rides GmbH & Co KG: de Alemania, de acero.
- Martin & Vleminckx: de Canadá, de madera.
- Maurer Rides GmbH: de Alemania, de acero.
- Morgan: de los Estados Unidos, de acero.
- Philadelphia Toboggan Coasters, Inc.: de los Estados Unidos, de madera.
- Pinfari: de Italia, de acero.
- Premier Rides: de los Estados Unidos, de acero.
- Preston & Barbieri: de Italia, de acero.
- Reverchon: de Francia, de acero, especializados en montaña rusas giratorias.
- Rocky Mountain Construction: de los Estados Unidos, especializados en restaurar montañas rusas de madera, haciéndolas híbridas.
- Sartori Rides: de Italia, de acero.
- SBF Visa Group: de Italia, de acero, especializado en montañas rusas infantiles.
- Schwarzkopf: de Alemania, típicamente de acero y pequeñas.
- Soquet: de Francia, de acero.
- S&S Sansei Technologies: de los Estados Unidos, de acero.
- Togo: de Japón, de acero.
- Vekoma: de los Países Bajos, de acero, destacan en invertidas.
- Zierer: de Alemania, de acero.

## Montañas rusas pioneras
- Primera montaña rusa: Rutschebanen, Tivoli Gardens. 1843
- Primer montaña rusa de circuito cerrado: desconocido, State Street Park. 1883
- Primera montaña rusa de acero: Royal Scooter, Lake Chautauqua Park. 1885
- Primera montaña rusa con inversión: Flip Flap Railway, Paul Boyton's Sea Lion Park. 1895
- Primera montaña rusa de acero con inversión: Loop the Loop, Revere Beach. 1900
- Primera montaña rusa en alcanzar 31 metros (100 pies) o más de altura: Giant Skyrocket, Venice Park. 1924
- Primera montaña rusa tipo Möbius: The Racer, Kennywood. 1927
- Primera montaña rusa de acero tubular: Matterhorn Bobsleds, Disneyland. 1959
- Primera montaña rusa con inversiones de estilo moderno: Corkscrew, Knott's Berry Farm. 1975
- Primera montaña rusa de acero de circuito no cerrado: King Kobra, Kings Dominion. 1977
- Primera montaña rusa con tres inversiones: Corkscrew, Cedar Point. 1978
- Primera montaña rusa de pie: Momonga Standing and Loop Coaster, Yomiuriland. 1979
- Primera montaña rusa con cuatro inversiones: Orient Express, Worlds of Fun. 1980
- Primera montaña rusa suspendida: Bat, Kings Island. 1981
- Primera montaña rusa con cinco inversiones: Viper, Darien Lake. 1982
- Primera montaña rusa con seis inversiones: Vortex, Kings Island. 1987
- Primera montaña rusa con siete inversiones: Shockwave, Six Flags Great America. 1988
- Primera montaña rusa de circuito completo en alcanzar 61 metros (200 pies) o más de altura: Magnum XL-200, Cedar Point. 1989
- Primera montaña rusa invertida: Batman: The Ride, Six Flags Great America. 1992
- Primera montaña rusa con ocho inversiones: Dragon Khan, PortAventura Park (España). 1995
- Primera montaña rusa en usar el sistema de propulsión magnética (LIM): Outer Limits, Flight of Fear, Kings Island y Kings Dominion. 1996
- Primera montaña rusa sin suelo:  Medusa, Six Flags Great Adventure. 1997
- Primera montaña rusa de circuito completo en alcanzar 91 metros (300 pies) o más de altura: Millennium Force, Cedar Point. 2000
- Primera montaña rusa de circuito completo en alcanzar más de 150 km/h: Steel Dragon 2000, Nagashima Spa Land (Japón). 2000
- Primera montaña rusa de madera moderna con un loop vertical: Son of Beast, Kings Island. 2000
- Primera montaña rusa con diez inversiones: Colossus, Thorpe Park. 2002
- Primera montaña rusa de cuarta dimensión: X, Six Flags Magic Mountain. 2002
- Primera montaña rusa de circuito completo en alcanzar 121 metros (400 pies) o más de altura: Top Thrill Dragster, Cedar Point. 2003
- Primera montaña rusa de circuito completo en alcanzar más de 200 km/h: Kingda Ka, Six Flags Great Adventure. 2005
- Primera montaña rusa con catorce inversiones: The Smiler, Alton Towers. 2013